# تورک کارسک، پلاتلی
تورک کارسک، پلاتلی (به لاتین: Türkkarsak, Polatlı) یک منطقهٔ مسکونی در ترکیه است که در پولاتلی واقع شده‌است.